# 清原 (東大和市)
清原（きよはら）は、東京都東大和市の町名。現行行政地名は清原一丁目から清原四丁目。郵便番号207-0011。

## 地理
東大和市の中央西部に位置する。東から時計回りに、東村山市富士見町、東大和市新堀、東大和市向原、東大和市仲原、東大和市清水、に隣接する。

## 交通

### 鉄道
| 近隣の駅                                                            |
| ------------------------------------------------------------------- |
| 西武拝島線 - 東大和市駅（SS 32） 西武多摩湖線 - 武蔵大和駅（ST 06） |

### バス
- 西武バス立川営業所…周辺の路線を運行している。

### 道路
- 中央通り